# Atsugewi
Atsugewi.-Pleme Palaihnihan Indijanaca iz Kalifornije u dolinama Burney, Hat i Dixie Valley. Ime Atsugewi njihovo je vlastito ili su im ga dali Achomawi, značenje je nažalost Nepoznato. Atsugewi su poznati i pod popularnim imenom Hat Creek što su im ga dali Englezi, prema lokalitetu. Drugi nazivi za Atsugewe su Adwanuqdji, od plemena Ilmawi i Tcunoíyana od Yana Indijanaca. Banda Atsugewija s Hat Creeka naziva se i Atguge. Ostale dvije bande su Wamaríi ili Burney Valley, ogranak Atguge Indijanaca, i Apwarukei ili Dixie Valley. 
Prema Kroeberu, 1770. Atsugewi i Achomawi populacija iznosila je 3,000. NAHDB kalkulira da je 1770 .bilo svega 300 Atsugewija, 300 (1800); 50 (1900.). Godine 2000. ima ih 50.

## Socijalna organizacija
Tijekom ljeta Atsugewi su polunomadi, u zimi, međutim, oni konstruiraju stana zimska naselja smještena duž potoka u nižim predjelima. Ovo selo sastoji se između 3 i 25 kuća od kore drveta ili zemljanih nastambi. Atsugewi imaju tri socijalne klase: 1. saswahecar (vrijednu i bogatu) ; 2.  wikoi (običan puk); i 3. brumui (Sirotinju). Neka sela Atsugewija bijahu velika s nekoliko stotina pojedinaca. Svako od njih ima nekoliko vođa (Bawi), to su sposobne osobe, koje imaju ugled, vješti u lovu i ribolovu, posjednici čamaca, mreža za ribolov, i mlinskog kamena 'metate', stoga su i bogati. Bawi je sposoban organizirati komunalni lov i reći seljacima kada i kamo treba poći u sakupljanje različitog bilja i sjemenja.
Ženidba se u većini slučajeva ugovara od strane roditelja. San je svake Atsugewi-djevojke da se uda za bogatog muškarca, on pak bira ženu naviklu na težak rad. 'Idealna žena', kaže Garth, 'sama sebi kopa korijenje… i ništa od njega ne pojede dok u kampu ne padne noć. U trudnoći žena isto mora raditi kao i prije nje, ona vjeruje da će joj težak rad osigurati brzi porod. Lijenoj ženi može se desiti da joj beba naraste velika i ubije pri porodu. U nastojanju da poveća lovačku sreću i pomogne svojoj ženi i djetetu, novi otac je također zaposlen, on putuje u planine da sakuplja drva tijekom dana i pleše cijelu noć.

## Privreda
Atsugé naseljavaju zapadni dio Atsugewi teritorija, šumovito područje između Mount Lassen i Pit Rivera, posebno duž Hat Creeka, tijekom zime njihova sela su u području današnjeg Burneya i Cassela, a tijekom ljeta odlaze na veće visine Black Buttea i Mount Lassena. Njihovi rođaci Apwaruge su u kraju duž Horse Creeka, područja s manje drveća ali s više močvarnog područja. Atsugewi sjevernu Kaliforniju naseljavaju barem tri do četiri tisuće godina. 
Atsugewi su sezonski eksploatirali preko stotinu različitih vrsta biljaka i životinja koje nastanjuju njihovu domovinu. Posao je prema spolu bio podijeljen između muškaraca koji su se bavili lovom,i žena koje u išle u sakupljanje, bavile se kuhanjem biljne hrane i pletenjem košara i rogožina. Muški posao je također bio i priprema mesne hrane, ribarenje i izrada kožne odjeće.
Najvažnija sirovina u izradi hrane, točnije kruha (kruh od žira) bio je žir, i uz njega losos. Jeleni i antilope Indijanci su lovili u planinama tijekom ljeta. U lov na jelene odlazilo se komunalno ali i samostalno. Atsugewi-lovac na sebi je nosio glavu jelena (prema Kniffenu). Prema Garthu meso se konzumiralo svježe ili dimljeno, također se sušilo i čuvalo za zimu. Osim jelene, Atsugewi su lovili i manje životinje, ptice i vodene ptice. Meso orla, vrane, žabe, kojota, sive lisice, kune, sive lisice i Mustela lutreola 'mink'-a, nisu jeli, a neke od njih su bile pod tabuom iz religioznih razloga,  dok su im druge bile neukusne. Riba je također značajna za njih, napose losos, Esox lucius i pastrva. U ribolovu se koriste košarama, mrežama i sulicama. Išlo se također kanuima i u noćni ribolov. Ribu su Indijanci jeli svježu ili su je sušili za zimu
Od bilja osim žira sakupljao se i camas i pet vrsta suncokkretovog sjemenja. Sjemenje i orasi tukli su se u brašno od čega bi kasnije pravili kašu ili kolače i spremali za zimu.

## Trgovina
Atsugewi trguju sa svojim najbližim susjedima, plemenima Achomawi, Northern Paiute, Northeastern Maidu, Yana, Klamath i Wintu.

## Kratka povijest
Područje Atsugewi Palaihnihana prvi posjećuje Peter Skene Ogden 1827. godine, a nešto kasnije (1830.) dolaze i ljudi (trgovci) kompanije 'Hudson Bay Co.). Do jačeg naseljavanja bijelaca dolazi tek prve godine druge polovice 19. stoljeća. Mir ne potraja dugo, i s Indijancima dolazi do čarki 1856., nakon čega uslijedi i kaznena ekspedicija bijelih volontera. Mira nema ni poslije pa su bijelci 1857. podigli utvrdu Fort Crook kod Fall Rivera. Utihnulo je do 1859. kada poglavica Shavehead povede svoju bandu Atguge Indijanaca i masakrira bijelce na Hat Creeku. Uslijedi osveta, ali ne nad bandom Atguge nego nad nevinim pripadnicima bande Apwaruge (Apwarukei), njima prijateljskoj skupini. Preživjeli Apwarukei poslani su na Round Valley, no uskoro se vratiše nazad. Posljednji značajni događaj njihove povijesti 19. stoljeća je poznati 'Ghost Dance'.

## Običaji
Pubertet kod djevojaka
U vremenu puberteta Atsugewi-djevojke i dječaci podvrgnuti su ceremonijama. Djevojke su u veoma opasne u vrijeme 'nečistog' stanja pa one odlaze u brda. Djevojački pubertetski običaji ponavljaju se sve dok ona ne zadobije duha-zaštitnika. Svoju prvu menstruaciju mora doživjeti u brdima, kada se uvečer vrati kući ona će plesati cijelu noć. U zimskim mjesecima 'nečista' djevojka dobiva menstrualnu kolibu. Ona onda mora malo spavati i dobro paziti na tabue jedenja mesa. Kada jednom dobije svoga duha-zaštitnika, postat će marljiva, njezine uši bit će probušene, a ona odlazi posljednji puta u brda. Garth u svojoj 'Atsugewi' piše da je ženski ' puberty dance ' jedina ceremonija što je Atsugewi održavaju.
Iskušenja kod dječaka.
Dječaci su također podvrgnuti iskušenjima tijekom puberteta. Iskušenje počinje umetanjem štapića u uši i bičevanjem nogu kojotovim repom ili tetivom (bowstring). Zatim ispitanik odlazi u brda. Tu će morati postiti, popiti tek gutljaj vode i malo spavati. Ispitanik mora biti aktivan, on baca kamenje na sve strane oko sebe i očekuje hoće li čuti jelenju riku (fawn bawl), u tome slučaju on će postati dobar lovac, u slučaju da čuje jecanje starca, mladi Indijanac, kaže Garth, postat će šaman.
Šaman
Šaman (='doctor') stječe šamanske moći 'pains' tijekom bjesomučnog plesa i vike. Jednom zadobivene 'pains' živjet će u njegovoj specijalnoj perjanici 'qaqu'. Šaman svoje 'pains' može poput projektila izbacivati na druge ljude.  On je u stanju da liječi bolesti uz pomoć pjesme i isisavanjem boli iz oboljelog. Bolest je rezultat 'pains'-a, gubljenja duše, ovo je veoma opasno jer se kod raznih sibirskih i indijanskih naroda šaman mora uputiti na drugi svijet, i ako nije prekasno vratiti dušu oboljelom. 'Bolest', kaže Garth, '… može doći i zbog zle krvi'.

## Pogrebni običaji
Mrtve Atsugewi pokapaju u skvrčenom položaju umotane u njihovom najfinijem ogrtaču. Pripadnici siromašne klase zakapaju se van sela, poglavice i bogati ljudi ispod podova svojih koliba zajedno s najvrjednijim vlasništvom, nakon čega se koliba zapali. Žalovanje izražavaju sječenjem kose i nošenjem smole (kao Achomawi) i čađe na glavi.

## Vanjske poveznice
- Swanton
- Atsugewi
- Atsugewi  Arhivirana inačica izvorne stranice od 22. prosinca 2016. (Wayback Machine)